# Dario (cráter)
Dario es un cráter de impacto de 151 km de diámetro del planeta Mercurio. Debe su nombre al poeta nicaragüense Rubén Darío (1867-1916), y su nombre fue aprobado por la  Unión Astronómica Internacional en 1976.